# Печатка Кентуккі

Велика печатка Співдружності Кентуккі

Велика печатка Співдружності Кентуккі (англ. Seal of the Commonwealth of Kentucky) — один з державних символів штату Кентуккі, США.

## Вигляд
Печатку було офіційно затверджено в грудні 1792 року. З тих пір вона зазнала кілька змін. На чинній печатці зображено двох чоловіків: один в оленячій шкірі, а інший — у більш формальному одязі. Чоловіки потискують один одному руки. Прийнято вважати, що людиною в оленячій шкірі є Даніель Бун — дослідник території сучасного штату Кентуккі, а в костюм одягнений Генрі Клей, що виступав від Кентуккі як у Сенаті США, так і в Палаті представників. Утім, на офіційному рівні визначено, що дві зображені фігури символізують усіх колоністів і державних діячів.
Зовнішнє кільце прикрашене словами «Commonwealth of Kentucky» («Співдружність Кентуккі»), а у внутрішньому колі девіз штату: «United we stand, divided we fall» («Разом ми стоїмо, порізно — падаємо»). Офіційними кольорами печатки є синій і золотий. Печатку Кентуккі можна також побачити й на прапорі штату.